# Gummidipoondi
Gummidipoondi là một thị xã của quận Thiruvallur thuộc bang Tamil Nadu, Ấn Độ.

## Nhân khẩu
Theo điều tra dân số năm 2001 của Ấn Độ, Gummidipoondi có dân số 16.116 người. Phái nam chiếm 52% tổng số dân và phái nữ chiếm 48%. Gummidipoondi có tỷ lệ 70% biết đọc biết viết, cao hơn tỷ lệ trung bình toàn quốc là 59,5%: tỷ lệ cho phái nam là 77%, và tỷ lệ cho phái nữ là 63%. Tại Gummidipoondi, 13% dân số nhỏ hơn 6 tuổi.